# Gemini Suite Live
Gemini Suite Live е концертен албум на Deep Purple, записан на 17 септември 1970 г., по време на първото му и последно изпълнение. Gemini Suite e класическо/рок изпълнение, написано изцяло от Джон Лорд. Този концерт е втори етап на проекта Concerto и включва пет части (по една за всеки член на групата).

## Състав
- Иън Гилън – вокал
- Ричи Блекмор – китара
- Роджър Глоувър – бас
- Джон Лорд – орган
- Иън Пейс – барабани
- Оркестърът на Light Music Society
- Диригент Малкълм Арнолд